# Certonotus rufus
Certonotus rufus är en stekelart som beskrevs av Alexander Mocsáry 1905.
Certonotus rufus ingår i släktet Certonotus och familjen brokparasitsteklar. Inga underarter finns listade i Catalogue of Life.